# Sant'Elia (L'Aquila)
Sant'Elia è una frazione dell'Aquila, 2 km a sud est dal centro storico del capoluogo, sulla Strada Statale 17 Est.

Posta sulla valle del fiume Aterno consta di abitazioni vecchie e nuove, di qualche realtà rurale e di piccole attività industriali.

Nei suoi pressi passa il più lungo tratturo italiano, il Tratturo L'Aquila-Foggia. È tra le zone prescelte per la ricostruzione post Terremoto del 6 aprile 2009.

La tendopoli di Sant'Elia si trova a metà di via Collevernesco, traversa della SS17 Est.

## Territorio
La frazione si trova inserita a sud-est rispetto al moderno quartiere Torretta. Confina a nord con la frazione di Gignano. A sud-est confina con contrada Palombaia, e successivamente la valle di Bagno.

## Storia
Il territorio è sempre stato frequentato, fino ai primi del '900 dai pastori transumanti, lungo il tratturo L'Aquila-Foggia, che parte dalla Basilica di Collemaggio. Costituito fino agli anni '50 da sparute casette e da una cappella votiva, negli anni '60 è cominciato lo sviluppo urbano, con la costruzione della nuova chiesa nel 1959,  e successivamente di molte altre case, che costituirono in breve il moderno Quartiere Torretta. Il vecchio abitato di Sant'Elia è delimitato a ovest dalla via della "Polveriera", che porta fino all'ingresso del cimitero comunale di L'Aquila.
Con il terremoto del 2009 le abitazioni vengono seriamente danneggiate, specialmente di interesse le ville otto-novecentesche delle famiglie altoborghesi aquilane, come i Cricchi, la chiesa parrocchiale di San Lorenzo subisce gravi danni, e immediatamente l'area, insieme al quartiere Torretta, viene individuata come zona edificabile per il progetto abitativo C.A.S.E. Per l'occasione la popolazione di Sant'Elia si raddoppia, e vengono migliorate anche le strade, come l'allargamento della variante della strada statale 17bis, per arrivare al terminal di Collemaggio.

## Monumenti e Chiese

### Chiesa di San Lorenzo

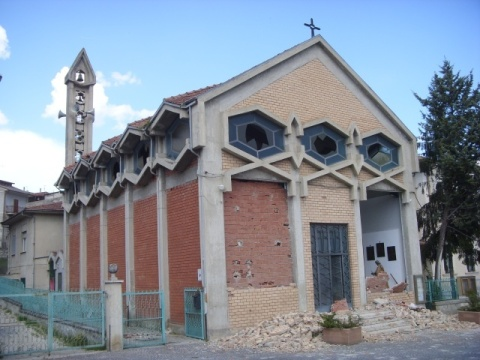
La Chiesa di San Lorenzo danneggiata dal terremoto

La piccola chiesetta degli anni '60, ferita dal terremoto del 2009 e ricostruita daccapo nel 2017-18 con aspetto diverso dall'originale, è dedicata a San Lorenzo.

Fu istituita dai Frati Cappuccini dove in seguito ci fu una polveriera, casa pastorale dei sacerdoti diocesani fino al 1959, quando un terremoto la abbatté, fu nuovamente ricostruita a partire dall'anno dopo in stile moderno, con mattoni e cemento a vista, inframmezzati dall'ordine di finestre a rilievo della facciata, danneggiate gravemente dal terremoto del 2009. La struttura nuova rispecchia l'impianto della chiesa, però è stato prescelto il modello medievaleggiante all'aquilana, con la facciata bianca a capanna, con oculo centrale e portale architravato di ingresso.
Il campanile a torretta in cemento armato aveva un concerto di 2 campane, che non hanno mai suonato perché accanto c'era l'altoparlante con la registrazione; dopo il terremoto non è stato ricostruito.

## Quartiere Torretta
Quartiere moderno degli anni '60, sorge nella zona settentrionale di contrada Sant'Elia, ed è ormai divenuto un tutt'uno con questa località, si è sviluppato molto ampiamente per la necessita di edificare nuove case dopo i danni del terremoto del 2009. Esso è delimitato da via della Crocetta, via della Polveriera, via Matteo da Leonessa e via Scuola della Torretta, a sud del cimitero comunale dell'Aquila. Essendosi sviluppato molto in fretta, il quartiere non ha un fulcro ben preciso, se non nel piazzale della recente chiesa parrocchiale di San Mario e Compagni Martiri, completata nel 2010. Un edificio storico in stile neogotico è la Cappella Cricchi, in via del Torcituro, oggi il quartiere principalmente ospita scuole, una grande palestra comunale e un Comando Regionale dei Carabinieri.
- Chiesa di San Mario e compagni martiri: la chiesa è modernissima, realizzata nel 2011 per il piano di recupero del quartiere, allargatosi con costruzioni del progetto C.A.S.E. dopo il terremoto del 2009. La parrocchia fu istituita nel 1986 dall'Arcivescovo Monsignor Mario Peressin, in origine non aveva un luogo di culto fisso, fu spostata dapprima nella Turris Eburnea, la cappella dell'ex ospedale psichiatrico di Santa Maria di Collemaggio, poi nella chiesa medievale di Santa Maria di Farfa (piazza Matteotti) e infine nella chiesa di San Lorenzo a Sant'Elia. Nel 2004 un garage della zona viene adibito a culto, fino al terremoto del 2009, quando si decide la costruzione di una chiesa vera e propria.

Ha pianta quadrangolare in mattoni rossi, con blocchi squadrati, e un impianto rettangolare della navata unica, i locali attorno che danno la forma di un quadrilatero porticato sono della casa canonica, dell'oratorio, e della cripta di San Cesidio. Il campanile è una piccola torre in mattoni squadrati, con in cima la cella campanaria scoperta, retta da un castello di ferro a vista, con un concerto di campane fuse dalla fonderia Pontificia Marinelli di Agnone.

## Fonti
Sito Parrocchia di San Lorenzo in Sant'Elia